# ريباربيلا
ريباربيلا (بالإيطالية: Riparbella) هي كومونا في مقاطعة بيزا في منطقة تسكانة الإيطالية، وتقع على بعد 70 كيلومترًا (43 ميلًا) جنوب غرب فلورنسا و 40 كيلومترًا (25 ميلًا) جنوب شرق بيزا.